# Casto Méndez Núñez
Casto Méndez Núñez (Vigo, 1 de julio de 1824-Pontevedra, 21 de agosto de 1869) fue un marino y militar español, contraalmirante de la Real Armada Española, distinguiéndose en el combate del Callao (1866).

## Biografía

### Formación
Bautizado como Casto Secundino María, Méndez Núñez pertenecía a una distinguida familia gallega de larga tradición militar. El 23 de marzo de 1840 sentó plaza de guardiamarina en la compañía del Departamento de Ferrol. En el mismo año, se le ordenó embarcar en el bergantín Nervión. En 1842, embarcado como guardiamarina, realizó un viaje a la isla de Fernando Poo, distinguiéndose tanto por su buen hacer, que por orden superior se le rebajó en un año su permanencia en ese empleo, por lo que en 16 de enero de 1846 se le ascendió al grado de alférez de navío. Trasbordado al bergantín Volador, por los grandes méritos que atesoraba se le nombró encargado de los guardiamarinas.

### La expedición a los Estados Pontificios
Por aquel tiempo, los disturbios producidos en Italia por los intentos de unificación y la proclamación de la República Romana habían despojado al papa de sus bienes temporales. Narváez, por entonces presidente del Consejo de Ministros, ordenó la formación de un ejército y despachó una expedición a Roma, habiendo acordado previamente su apoyo con las principales potencias católicas: Austria, Francia y las Dos Sicilias.
Era la primera vez en muchos años que España afrontaba un desplazamiento de hombres y buques sin apoyo directo de la península, lo que no dejaba de ser un reto importante. La expedición estaba formada por los vapores de ruedas Isabel II, Vulcano, Lepanto, Piles, Castilla y Blasco de Garay, la fragata Cortés y las corbetas Villa de Bilbao y Mazarredo, al mando del brigadier José María de Bustillo Gómez de Barreda. Transportaban a un ejército de cinco mil hombres al mando del general Fernando Fernández de Córdova, marqués de Mendigorría.

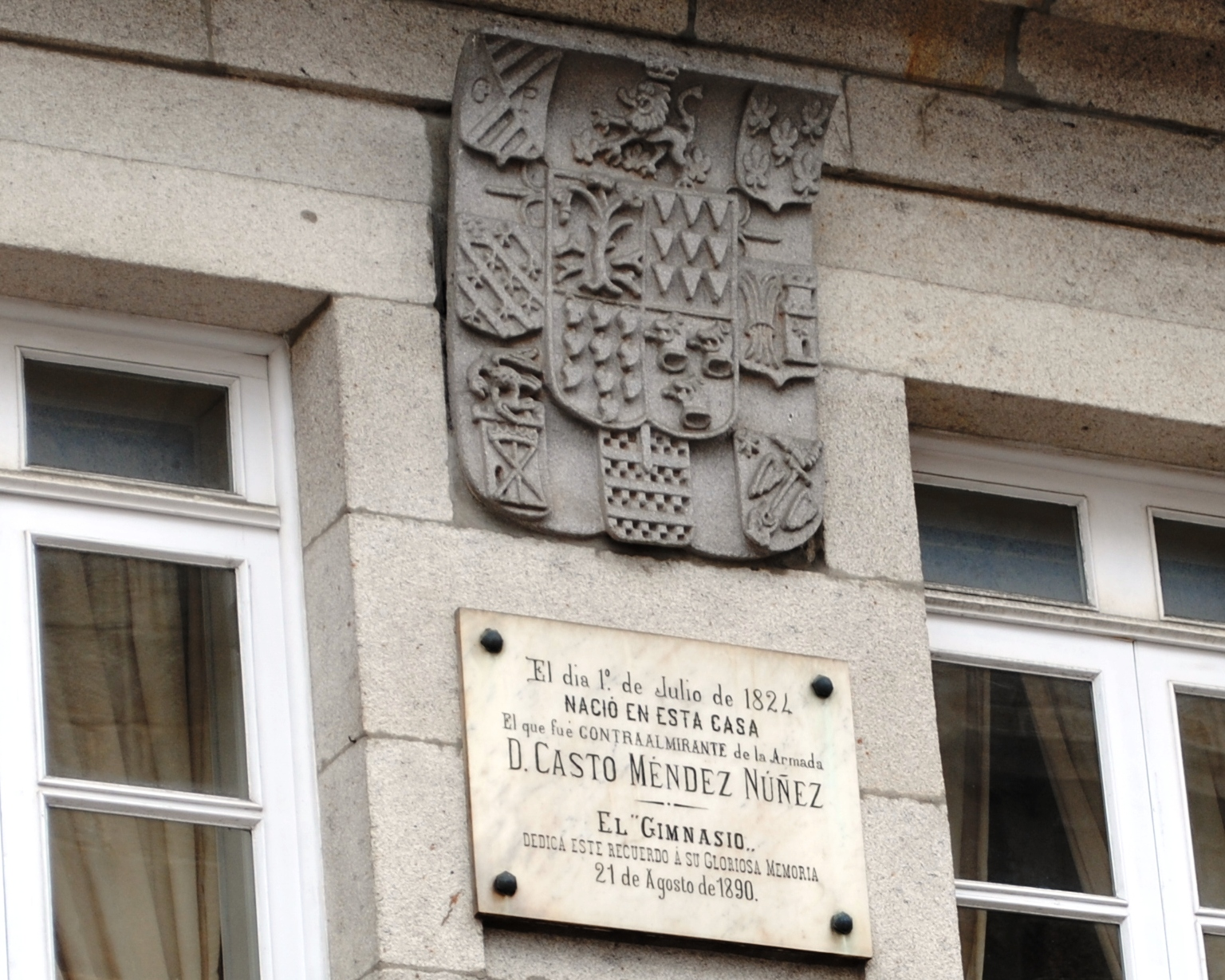
Placa en la casa natal en Vigo.

Después de una travesía un poco molesta por los malos vientos y un temporal, llegaron a Gaeta, y el papa Pío IX pasó revista a las fuerzas, a las que bendijo. Se pusieron, pues, en marcha, tomando posiciones en Terracina, sin encontrar una resistencia seria a su paso. Al poco, y ya con el campo despejado, entró el general francés Nicolas Oudinot en Roma, al frente de treinta mil hombres, por lo que se restablecieron los Estados Pontificios y la fuerza expedicionaria española regresó a la Península desilusionada. A Méndez Núñez se le concedió, al igual que a todos los integrantes de esta expedición, la Cruz de Pío IX, concedida por el papa, más el reconocimiento por sus distinguidos servicios, recibiendo las Gracias por Real Orden.

### Servicio enultramar
En 1850 se le ascendió a teniente de navío y se le otorgó el mando de la goleta Cruz, del porte de siete cañones. Con este buque realizó, por la urgencia de trasladar unos pliegos a La Habana, un viaje de dificultad extrema, pues la goleta estaba a punto de entrar en carena, pero la premura y la escasez de buques le obligó a llevarlo a cabo. El buque se encontraba en tan malas condiciones y los tiempos fueron tan malos, que durante el viaje no pudieron encender el fuego ni un solo día, y solo la pericia de Méndez Núñez la hizo recalar en aquel puerto sin sufrir graves averías, habiéndose convertido en un viaje muy arriesgado y agotador, tanto para el mando como para la dotación. Posteriormente, fue trasbordando de un buque a otro, todos bajo su mando, entre ellos el vapor de ruedas Narváez, la fragata de hélice Berenguela y la urca Niña.
En el año de 1855, al terminar esta progresión de mandos y por sus dotes ya demostradas, fue llamado al Ministerio de Marina. Como su carácter era inquieto, en este puesto poco podía hacer, por lo que se dedicó a aprender procedimientos técnicos, por medio de la lectura y su estudio, llevándole a traducir del inglés un Tratado de Artillería Naval, que fue presentado a la Reina Isabel II , recibiendo por ello las Gracias por Real Orden.

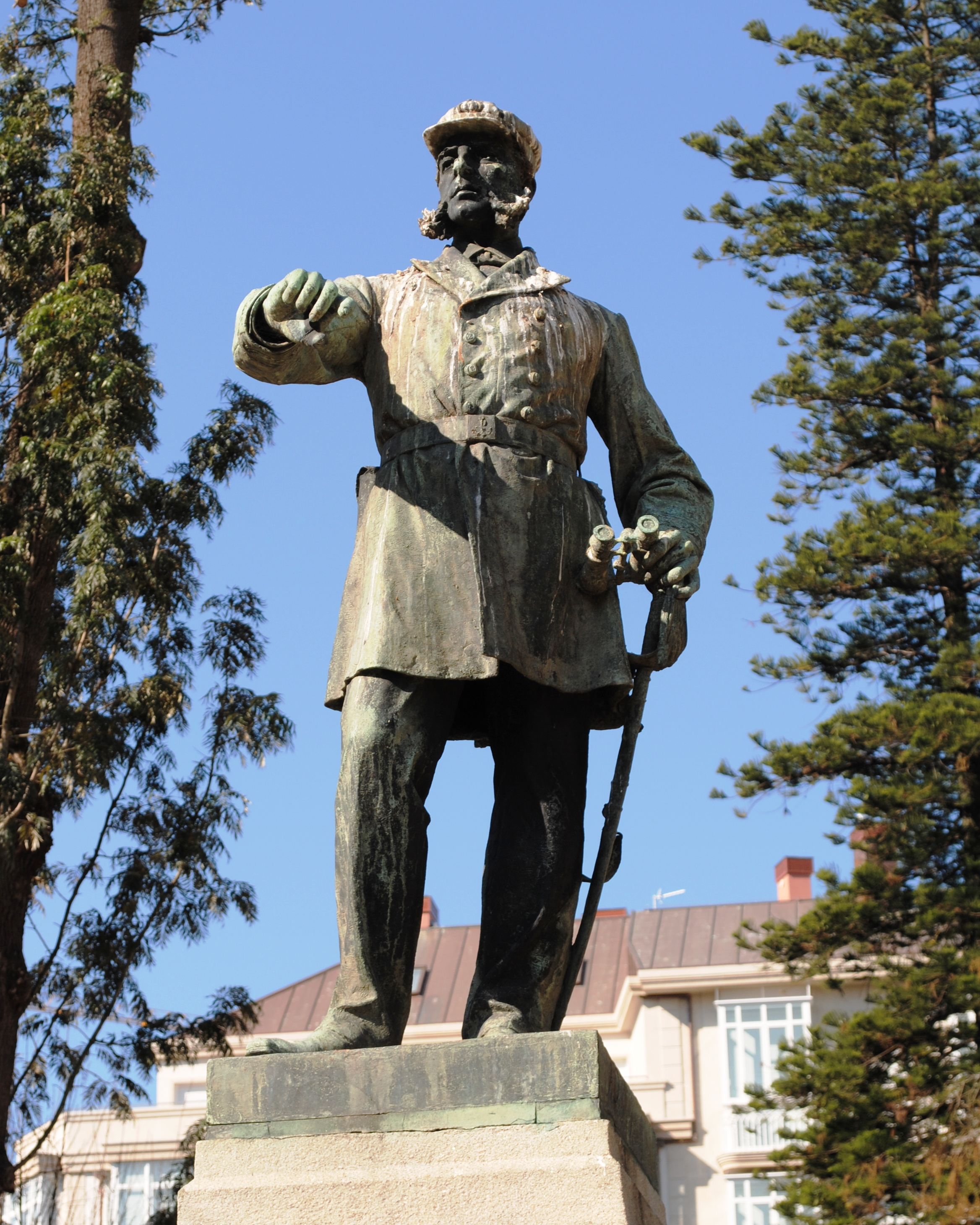
Méndez Núñez por Agustín Querol (1890) en la alameda de la plaza de Compostela de Vigo.

Este mismo año recibió la orden de presentarse en las islas Filipinas, por lo que embarcó en el vapor de ruedas Narváez y se dirigió a su nuevo destino. A su llegada se le otorgó el mando del vapor de ruedas Jorge Juan, que pertenecía a las fuerzas navales del Apostadero de Manila. En una de las derrotas, que eran rutina, en estado de vigilancia y protección de la navegación, frente a la costa de Basilán, se enfrentó a tres “barotos”, un tipo de embarcación casi insumergible, más dos “bancas” piratas joloanas, que llevaban derrota a las islas Bisayas y al mando del príncipe indígena Datto, Pau-Li-Ma. En el enfrentamiento todos los buques piratas fueron echados a pique a pesar de que el Jorge Juan solo contaba con treinta hombres y un único cañón en colisa, por lo que era muy inferior en número y armamento a sus enemigos.
En 1861, fue ascendido a capitán de fragata y se le otorgó el mando de la goleta Constancia y con ella anexas todas las fuerzas sutiles del Sur del archipiélago de las Filipinas.
Se le informó que el rajá de Buayán (en Mindanao) se había hecho fuerte en la cota de Pagalungán, a orillas del Gran Río, en una fortaleza que se suponía inexpugnable; estaba rodeada de una muralla de 7 m de altura y 6 de espesor, la circundaba y protegía un foso de 15 m de anchura y estaba artillada con cañones de corto alcance, a más de muy bien guarnecida y pertrechada. A pesar de todo ello decidió atacar, mandando a aquel lugar a toda su división, formada por las goletas Constancia y Valiente y las cañoneras Arayat, Pampanga, Luzón y Toal. Ordenó el desembarco de las dos compañías del ejército que transportaban, las cuales intentaron avanzar protegidas por el fuego de las goletas, pero el terreno cenagoso impedía un avance rápido. Viendo que así lo único que se conseguía era tener bajas innecesarias, ordenó la retirada.
Después de una noche de recuperación de fuerzas, al amanecer se volvió a atacar, siendo los jefes el teniente de navío José Malcampo y el alférez de navío Pascual Cervera, que iba como segundo de la fuerza. En el desembarco fueron apoyados por los cañoneros Arayat y Pampanga, y con su apoyo artillero lograron alcanzar un terreno mucho mejor, pero a una distancia mayor de la fortaleza; asimismo, aunque con dificultad, lograron posicionar varias piezas de artillería de desembarco. Aun así la tenaz resistencia de los joloanos no permitía el acercarse más a la Cota; fue cuando Méndez Núñez decidió dar el golpe final. Ordenó sondar algunas zonas con botes y bajo el fuego enemigo, y al comunicársele la profundidad decidió tomar al abordaje la Fortaleza como si de un buque se tratara. Elegido el lugar lanzó a su goleta contra la fortaleza. Maniobrando con maestría, logró que sus hombres asaltaran la pertinaz cota, al mismo tiempo que las fuerzas desembarcadas se lanzaban sobre la muralla. Aunque en el ataque cayó herido Malcampo, con un balazo que le atravesó el pecho saliéndole la bala por la espalda, la cota cayó en manos de los españoles gracias a la decidida y arriesgada decisión de su comandante en jefe.

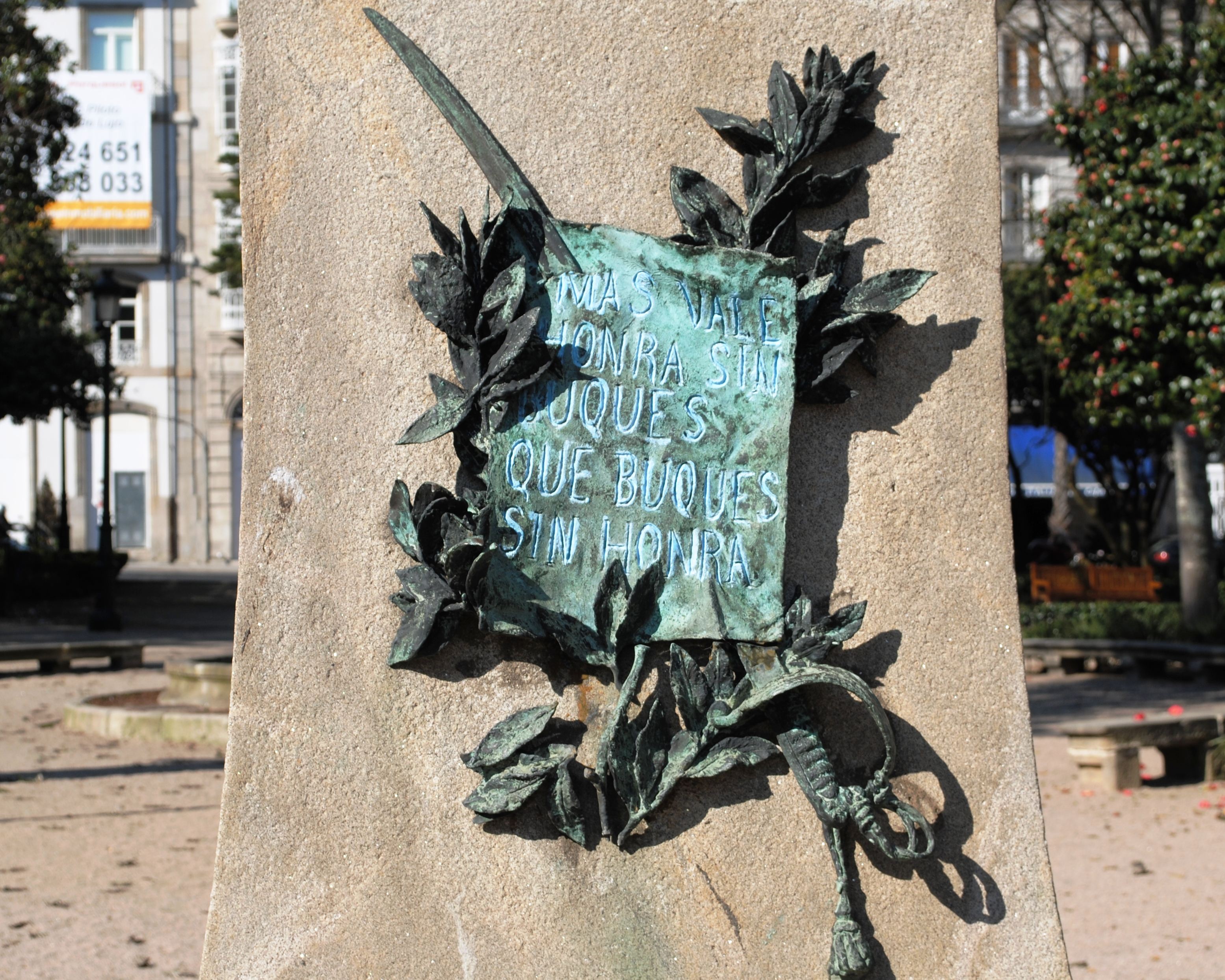
"Más vale honra sin buques que buques sin honra".

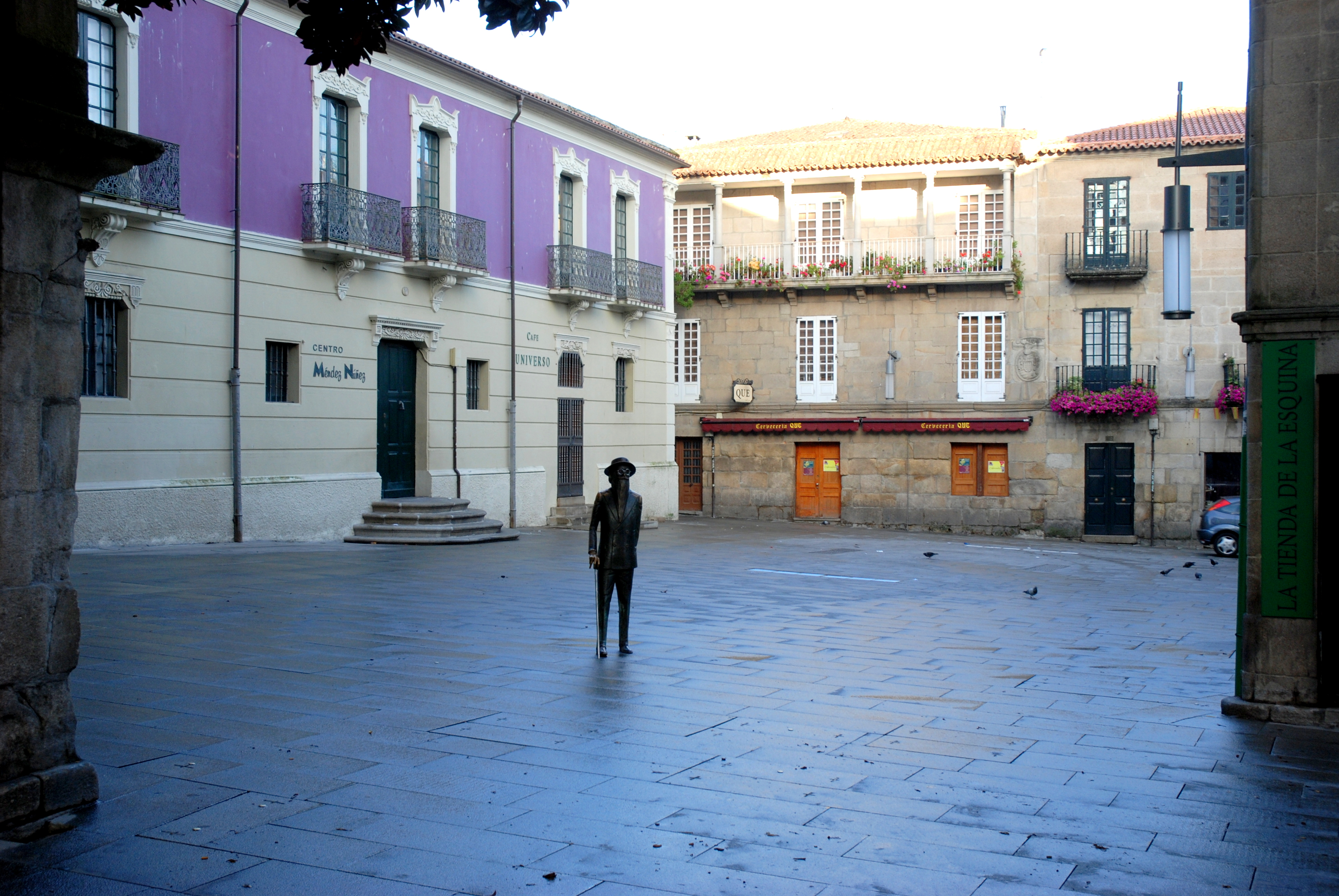
Pazo de los Cru y Montenegro en la plaza de Méndez Núñez de Pontevedra donde murió Méndez Núñez en 1869.

En enero del año de 1862 se le ascendió a capitán de navío, lo que le obligó a dejar las islas Filipinas y regresar a España. Al poco de su llegada se le otorgó el mando del vapor de ruedas Isabel II, con el cual participó en diversas comisiones, que una vez más pondrían su nombre como el de los de más méritos. Cuando estalló la Guerra Federal en Venezuela, se dirigió allí y negándose a reconocer el bloqueo que practicaban los insurgentes, con arreglo al derecho internacional, penetró en Puerto Cabello y protegió los bienes y vidas de los extranjeros.
Estaba carboneando su buque en el apostadero de Santiago de Cuba, cuando le llegaron noticias del levantamiento en Puerto Plata, en la isla de Santo Domingo. Apresuró la labor que se efectuaba en el buque y ordenó el embarco de seiscientos cincuenta hombres del ejército con una batería de artillería de montaña, y se hizo a la mar. Aprovechando que era una noche sin luna, penetró en el puerto sorteando los bajíos que en él se hallan, y logró desembarcar a sus fuerzas tan sigilosamente que estas consiguieron llegar al único fuerte que aún quedaba en manos de los españoles, sin que los rebeldes lograran apercibirse del refuerzo llegado.
A su regreso a la península, se le dio el mando de la fragata Princesa de Asturias, con la que participó en el bloqueo de Manzanillo y de Montecristi, aunque no por mucho tiempo, pues siendo bien conocido de sus superiores, se le asignó el mando en el Ministerio de Marina, como jefe de personal.

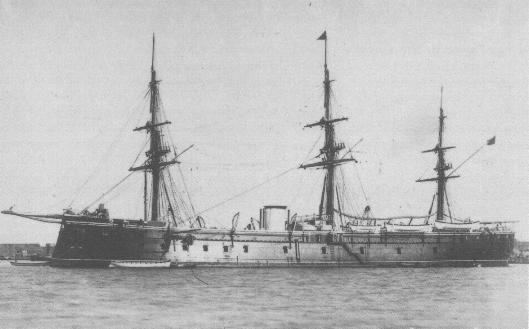
Fotografía de la fragata blindada Numancia, buque insignia de la Escuadra del Pacífico.

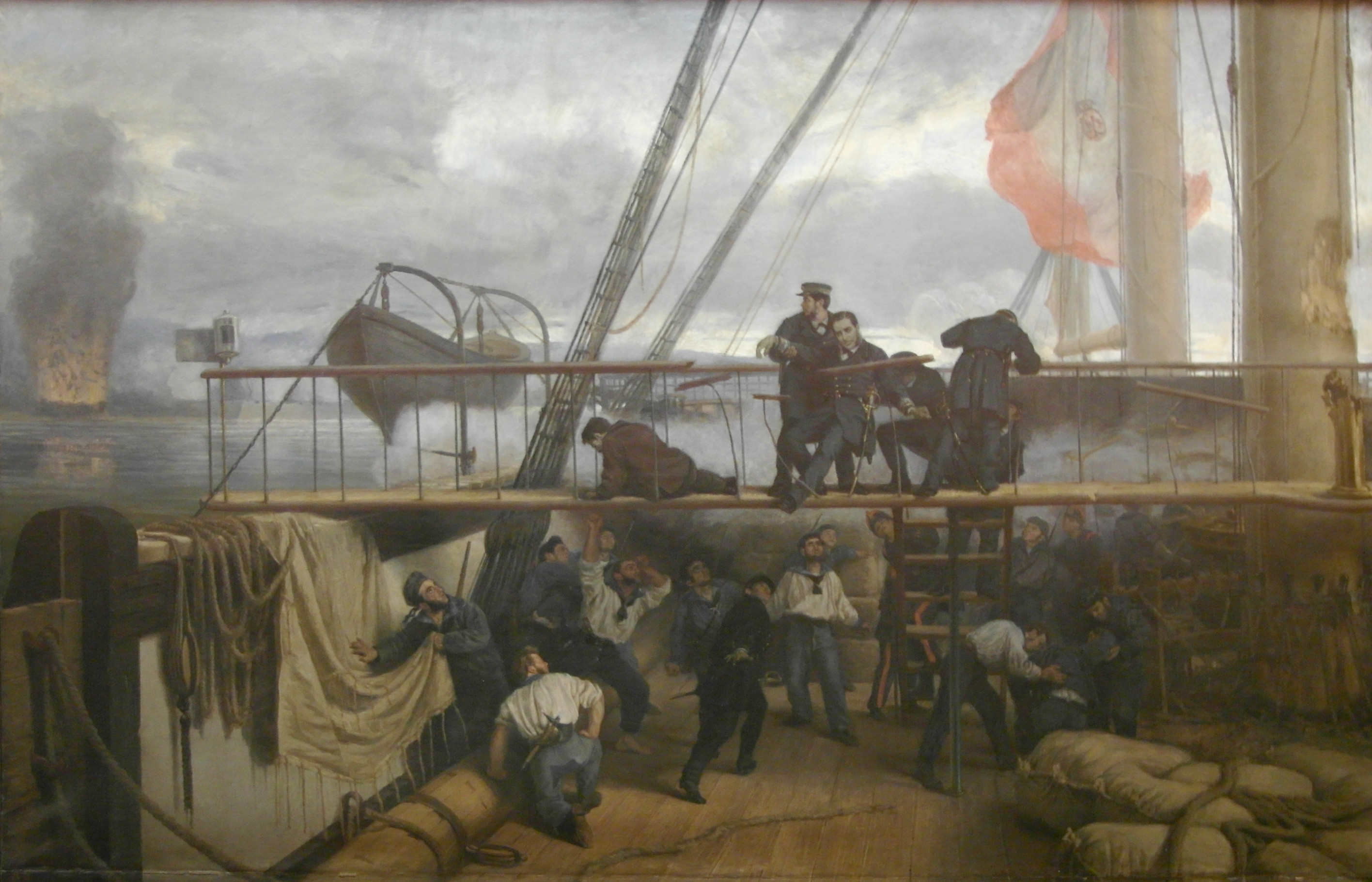
Lienzo de Antonio Muñoz Degrain del Museo Naval que representa el momento en que cayó herido el marino Méndez Núñez en el puente de la fragata Numancia durante el bombardeo a los fuertes de El Callao, el 2 de mayo de 1866

Durante la guerra hispano-sudamericana entre Bolivia, Chile, Ecuador y Perú, por un lado, y España, por el otro (1864-1866), dirigió la escuadra española tras el suicidio del almirante Pareja a bordo de la fragata Numancia y bombardeó la ciudad y puerto de Valparaíso, habiendo dado un preaviso de cuatro días para su evacuación, lo que permitió retirarse a las unidades británicas y estadounidenses que se encontraban en el puerto. A continuación atacó las fortificaciones del puerto del Callao (2 de mayo de 1866). Sobre las 5 de la tarde, Méndez Núñez ordenó finalizar el ataque, con dos de sus cinco buques averiados y herido en su camarote. También dio orden de que "suba la gente a las jarcias y se den los tres vivas de ordenanza antes de retirarnos", al entender que había cumplido su propósito. Como consecuencia de esa campaña se divulgó de forma extraordinaria una frase que se le atribuye, con distintas formulaciones.- 

"Más vale honra sin barcos que barcos sin honra"

Por este hecho fue ascendido a jefe de escuadra según Real Decreto de 10 de junio de 1866 rubricado por la reina Isabel II en Aranjuez y por de 27 de junio de 1866 le fue concedida la Gran Cruz de Carlos III.
Tras la revolución de la Gloriosa fue ascendido a teniente general por Decreto de 15 de octubre de 1868. Este ascenso se reajustó según la nueva clasificación del cuadro general de la Armada aprobado por Decreto de 24 de noviembre de ese mismo año, al desaparecer el grado de teniente general de la Armada y sustituirlo por el de vicealmirante al que rehusó según consta en el Decreto del 26 de diciembre de 1868 quedando con el grado de contralmirante.

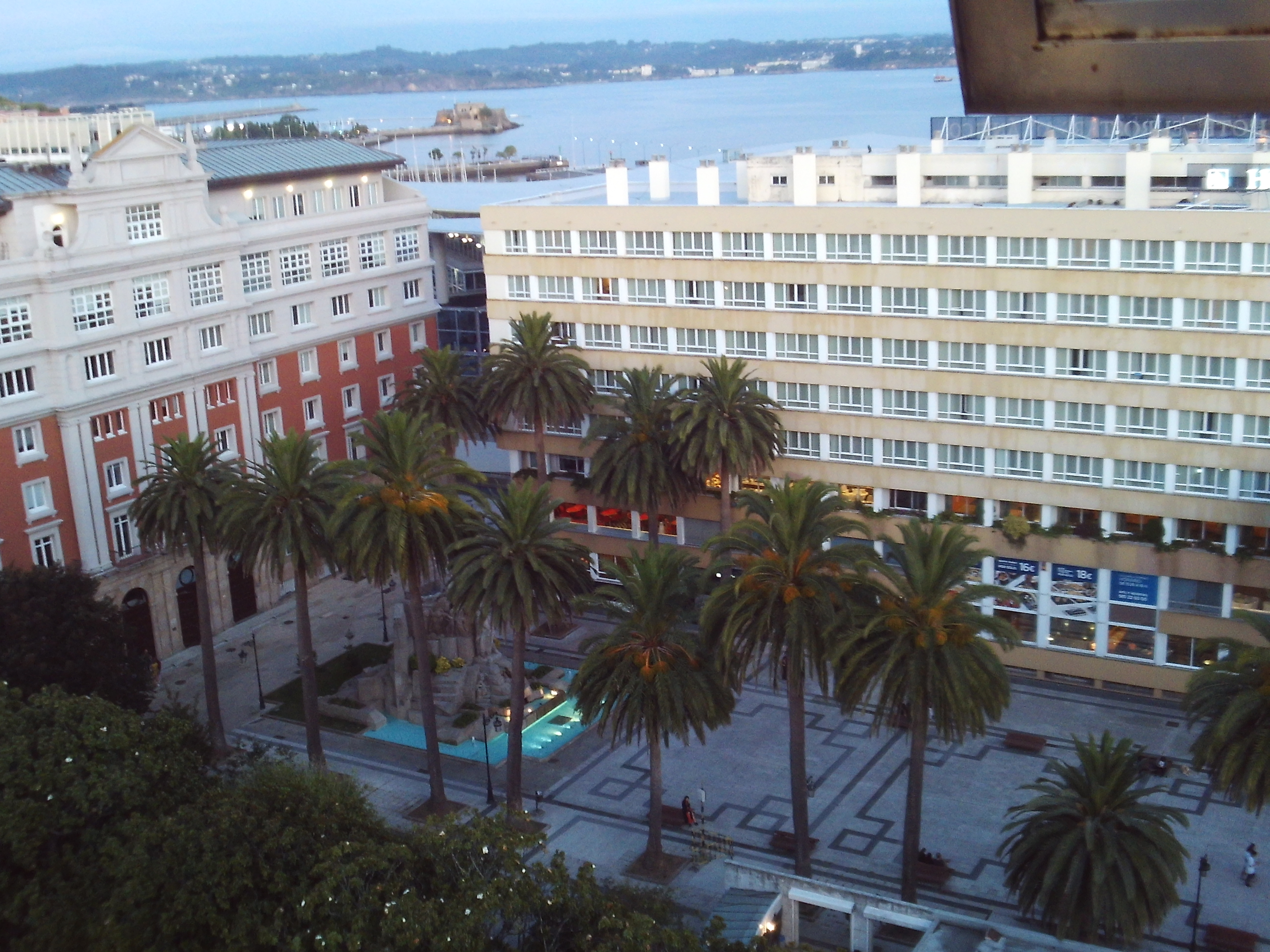
Jardines de Méndez Núñez en La Coruña.

Fue nombrado vicepresidente de la Junta Provisional de Gobierno de la Armada por Decreto del Gobierno Provisional fechado el 20 de octubre de 1868, pasando por otro Decreto de 9 de marzo de 1869 a ser vicepresidente del Almirantazgo (organismo que sustituyó a la Junta Provisional de Gobierno de la Armada) puesto que desempeñaba cuando le alcanzó la muerte a la edad de 45 años. Murió el 21 de agosto de 1869 en el pazo de los Cru y Montenegro en Pontevedra capital. En su momento, su temprana muerte fue achacada a las secuelas de las heridas recibidas tres años antes en el combate del Callao. Sin embargo, por aquel entonces circularon rumores insinuando que el marino podría haber sido envenenado, pero sus hermanas no autorizaron la realización de una autopsia.
Sus restos mortales fueron sepultados en Pontevedra. Cinco años después de su muerte se trasladaron al panteón de la familia en la capilla de El Real, en Moaña, provincia de Pontevedra, ría de Vigo, donde fueron visitados el 2 de agosto de 1877 por el rey Alfonso XII, decretándose que fueran trasladados al Panteón de Marinos Ilustres de San Fernando, lo que se realizó el 9 de junio de 1883, conduciendo los restos la fragata Lealtad, uniéndose a los honores la Escuadra británica al mando del almirante William Dowell, que se hallaba fondeada en el puerto de Vigo.
Desde poco después de su fallecimiento, han existido cuatro buques de la Armada Española que han portado su nombre: una Fragata blindada, un crucero ligero, un destructor, procedente de la ayuda norteamericana, antes nombrado como USS O'Hare (DD-889) y una Fragata F-100.
Actualmente en Madrid existe un colegio público, en el distrito de Hortaleza, que lleva su nombre.